# Maud (A530)
Maud (A530) je zásobovací tanker norského královského námořnictva. Ve službě nahradí podpůrnou loď Valkyrien (A535), vyřazenou roku 2016. Mezi jeho hlavní úkoly patří zásobování válečných lodí a ponorek, účast na mezinárodních misích a humanitárních operacích. Po přijetí do služby bude největší norskou válečnou lodí.

## Stavba
V červnu 2013 bylo rozhodnuto, že nový norský zásobovací tanker vyvine anglická společnost BMT Defence Services na základě své rodiny podpůrných plavidel typu AEGIR (např. větší britská třída Tide). Maud představuje středně velkou verzi Aegir-18R. Jako dodavatel plavidla byla vybrána jihokorejská loděnice Daewoo Shipbuilding and Marine Engineering (DSME) v Okpo.
Slavnostní první řezání oceli proběhlo 20. května 2015. Kýl plavidla byl založen 15. prosince 2015 a dne 4. června 2016 bylo spuštěno na vodu. Plavidlo mělo být dokončeno roku 2016, nakonec však došlo kvůli ekonomickým problémům loděnice ke tříletému zdržení. K poslednímu odkladu převzetí plavidla došlo v roce 2018 kvůli poškození pohonu. Průtahy v dodání plavidla si vynutily převedení dvou plavidel třídy Reine od pobřežní stráže k norskému námořnictvu. Norské námořnictvo plavidlo převzalo 18. listopadu 2018 v Pusanu. Po přesunu do Norska bude vybaveno speciálním vybavením, zbraňovými a komunikačními systémy.

## Konstrukce

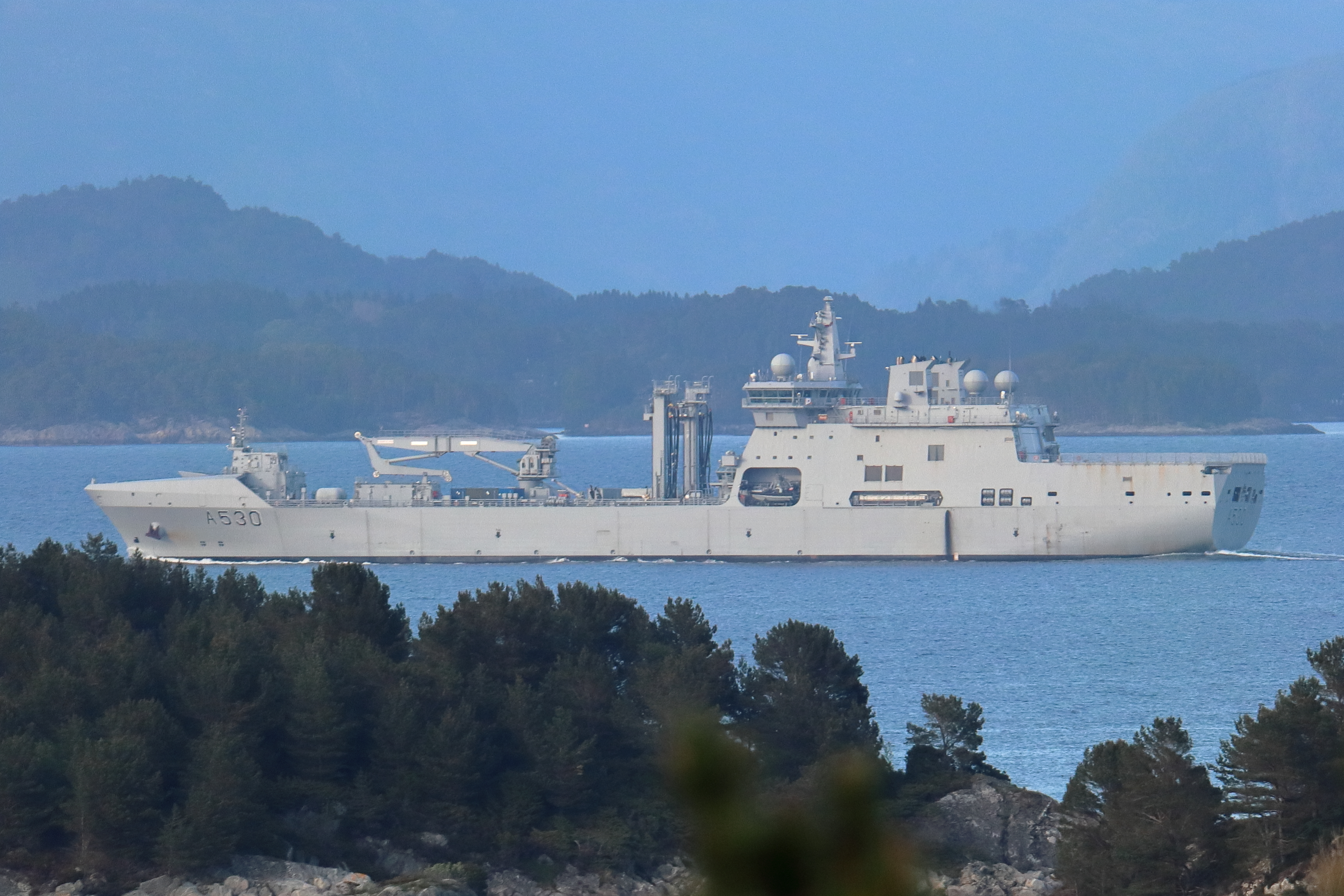
Maud

Tanker má dvoutrupou koncepci. Je vybaven nemocnicí se 48 lůžky. Pojme přibližně 12 000 m3 paliva pro lodě, 1800 m3 leteckého paliva a 800 m3 pitné vody. Dále disponuje 1000 m2 plochy pro uložení pevných zásob a další plochou na hlavní palubě pro uskladnění až 40 standardizovaných kontejnerů. Na každém boku jsou dvě zásobovací stanice, které doplňuje jeřáb s nosností 20 tun. Výzbroj tvoří čtyři stabilizované dálkově ovládané zbraňové stanice Sea Protector. Na zádi se nachází přistávací plocha s hangárem pro dva vrtulníky NH-90. Hybridní pohonný systém koncepce CODLOD dodala firma General Electric. Tvoří jej dva diesely Wärtsilä 6L46F, každý o výkonu 9655 hp, dva pomocné diesely Wärtsilä 6L32, každý o výkonu 3355 hp, a dva elektrické pohonné systémy N3 HTC 710 500/8G od General Electric pro plavbu nízkou rychlostí lodí. V případě nouze má také jeden záložní alternátor Caterpillar C32. Manévrovací schopnosti zlepšují dvě příďová dokormidlovací zařízení. Nejvyšší rychlost dosáhne 18 uzlů. Dosah činí 10 000 námořních mil při rychlosti 16 uzlů.